# Emby
Emby (precedentemente Media Browser) è un media server progettato per organizzare, riprodurre e trasmettere audio e video su una varietà di dispositivi. Il codice sorgente di Emby è per lo più aperto con alcuni componenti di origine chiusa a partire da agosto 2017, le versioni del software pubblicate tramite il sito Web di Emby sono tuttavia proprietarie e non possono essere replicate dal codice di origine perché gli script di build sono proprietari.
Emby Server è stato sviluppato per Windows, Linux, macOS e FreeBSD. Gli utenti possono connettersi al server da un client compatibile, disponibile su un'ampia varietà di piattaforme tra cui HTML5, piattaforme mobile come Android e iOS, dispositivi di streaming come Roku, Amazon Fire TV, Chromecast e Apple TV, piattaforme smart TV come LG Smart TV e Samsung Smart TV e console per videogiochi tra cui Xbox 360 e Xbox One.

## Emby Premiere
Mentre la visione e lo streaming di contenuti multimediali con il server Emby sono gratuiti, alcune funzionalità richiedono un abbonamento Emby Premiere attivo. A partire dal 2 aprile 2018, Emby Premiere ha una licenza di "vita" di $ 4,99 al mese, $ 54 all'anno o $ 119 per sempre. Ad esempio, gli utenti possono guardare i contenuti utilizzando i client HTML5, Roku e Apple TV senza abbonamento, ma se desiderano farlo su qualsiasi altra piattaforma, devono disporre di Emby Premiere o di un acquisto di sblocco di app una tantum disponibile in alcune app. La funzionalità Live TV e DVR è inclusa solo per gli utenti di Premiere.